# Nova Kapela
Nova Kapela è un comune della Croazia di 5 118 abitanti della regione di Brod e della Posavina.